# Physocyclus dugesi
Physocyclus dugesi är en spindelart som beskrevs av Simon 1893. Physocyclus dugesi ingår i släktet Physocyclus och familjen dallerspindlar. Inga underarter finns listade i Catalogue of Life.